# Каза Паолинами (Перуђа)
Каза Паолинами је насеље у Италији у округу Перуђа, региону Умбрија.
Према процени из 2011. у насељу је живело 43 становника. Насеље се налази на надморској висини од 405 м.